# Igor Pugacci
Igor Pugaci, nacido el 5 de enero de 1975 en Dubăsari, es un antiguo ciclista moldavo.

## Palmarés
1997
- 3.º en el Campeonato de Moldavia en Ruta
- 3.º en el Campeonato de Moldavia Contrarreloj

1998
- Giro del Valle de Aosta

1999
- Campeonato de Moldavia en Ruta
- Campeonato de Moldavia Contrarreloj

2000
- Campeonato de Moldavia Contrarreloj
- 2.º en el Campeonato de Moldavia en Ruta

2001
- Campeonato de Moldavia Contrarreloj
- 2.º en el Campeonato de Moldavia en Ruta

2006
- 1 etapa del Tour de Turquía

## Resultados en las grandes Vueltas
| Carrera                 | 1999  | 2000 | 2001 | 2002  | 2003  | 2004 | 2005 | 2006 | 2007 |
| ----------------------- | ----- | ---- | ---- | ----- | ----- | ---- | ---- | ---- | ---- |
| Giro de Italia          | -     | -    | -    | 40.º  | -     | 70.º | -    | -    | -    |
| Tour de Francia         | -     | -    | -    | -     | -     | -    | -    | -    | -    |
| Vuelta a España         | 115.º | 42.º | 70.º |       | 147.º |      |      | -    | -    |
| Mundial en Ruta         | -     | 48.º | 72.º | 113.º | -     | 49.º | -    | -    | -    |
| Mundial de Contrarreloj | -     | -    | -    | -     | -     | -    | -    | -    | -    |